# Mary Norton
Kathleen Mary Norton, nascida Pearson, mais conhecida como Mary Norton (Londres, 10 de dezembro de 1903 – Bideford, 29 de agosto de 1992), foi uma autora britânica de literatura infantojuvenil. A sua obra mais conhecida é The Borrowers, publicada em 1952. Foi galardoada com a Medalha Carnegie em 1952.